# Celia Hart
Celia Hart Santamaría (La Habana, 4 de enero de 1962 - La Habana, 7 de septiembre de 2008) fue una física e ideóloga cubana. Hasta mayo de 2006, había sido miembro del Partido Comunista de Cuba. Era hija de dos dirigentes históricos de la Revolución cubana, Haydée Santamaría y de Armando Hart.

## Obra
Desde 2003, muchos de sus escritos han sido traducidos al inglés y publicados en el sitio web CubaNews.
Su editor, Walter Lippmann, es también editor de It's never too late to love or rebel (Nunca es demasiado tarde para amar o rebelarse), la colección en idioma inglés de los escritos de Hart.
Según esos libros, se ha descrito a sí misma como «trotskista freelance» desde su descubrimiento de León Trotski y sus escritos cuando estaba estudiando en la Alemania del Este en los años ochenta. De acuerdo a los editores de la publicación periódica Socialist Resistance Archivado el 1 de mayo de 2013 en Wayback Machine., «en ese momento pudo ver de primera mano que ese llamado "socialismo real" ―el totalitarismo burocrático de la Unión Soviética― era una sociedad en decadencia y sin futuro». Fue directora en La Habana del Museo Abel Santamaría

## Opinión acerca de la muerte de Julio Antonio Mella
En un artículo publicado en el sitio web Rebelión, Celia Hart expresó sus ideas acerca de la muerte de Julio Antonio Mella.

No dudaría que el Partido Comunista Cubano le haya explicado a Vidali o Contreras lo inoportuno que era este joven para los tenebrosos planes del partido.
Celia Hart

De acuerdo a lo relatado por tres testigos, Vidali habría estado presente la noche de la muerte de Mella. Los tres testigos afirman que vieron a tres personas, dos hombres y una mujer, avanzando desde la calle Bucareli y discutiendo animadamente, y que uno de los dos hombres sacó una pistola y disparó mientras el otro corría hacia delante. Vidali nunca fue acusado en estos hechos. Tina Modotti fue considerada inicialmente sospechosa y más tarde exonerada de cargos. De la Modotti Celia Hart dijo:

No le perdono que teniendo la fina sensibilidad de una artista y habiendo sido amada por el hombre más bello, inteligente y revolucionario de su tiempo, se hubiese ligado al oscuro Vidali. Pero Mella y no Vidali es el que está fresco y más vivo que nunca. Vidali permanecerá helado y siempre con mal olor.
Celia Hart

Celia Hart no descartó que el crimen haya sido cometido por los estalinistas.

## Trágica muerte
El 7 de septiembre de 2008, Hart encontró la muerte en un siniestro de tráfico en La Habana. También con ella murió su hermano mayor Abel Enrique Hart Santamaría (1959-2008). Hay indicios de que el accidente fue en realidad un suicidio pactado entre ambos hermanos.